# Sommer-Paralympics 2012/Teilnehmer (Palästinensische Autonomiegebiete)
| stlisierte Goldmedaille | stlisierte Silbermedaille | stlisierte Bronzemedaille |
| ----------------------- | ------------------------- | ------------------------- |
| —                       | —                         | —                         |

Die Palästinensischen Autonomiegebiete nahmen mit zwei Sportlern an den Paralympischen Sommerspielen 2012 in London teil. Die Mannschaft gewann keine Medaillen.

## Teilnehmer nach Sportart

### Leichtathletik
Männer:
- Mohammed Fannouna
- Khamis Zaqout